# Beat Na Moru (Originalne Snimke 1966.-1975.)
Beat Na Moru (Originalne Snimke 1966. – 1975.) kompilacijski album na kojemu se uz ostale izvođače nalaze i skladbe od zagrebačkog rock sastava Grupa 220, a izlazi 1994.g. Kompilacija izlazi na CD-u, sadrži trinaest skladbi koje su snimane u periodu 1966. – 1975. i objavljuje ga diskografska kuća "Croatia Records".

## Popis pjesama
1. Delfini - "Beat Na Moru" (2:10)
  - Tekst - Delfini, M. Bogliuni, P. Kanižaj
2. Uragani - "Školjka" (3:45)
  - Tekst - Dario Ottaviani
3. Uragani - "Deborah" (3:12)
  - Tekst - D. Ottaviani, V. Pallavicini
4. Mi (4) - "Sjećanja" (3:33)
  - Tekst - N. Mijat, S. Škarica
5. Arsen Dedić i Grupa 220 - "Razgovaram S Morem" (2:57)
  - Tekst - A. Dedić, S. Kalogjera
6. Mišo Kovač i Crveni Koralji - "San Francisco" (2:50)
  - Tekst - I. Krajač, J. Phillips
7. Kameleoni - "Gdje Si, Ljubavi" (2:11)
  - Tekst - M. Maliković, T. Frlančić, V. Valić
8. Mi (4) - "Dijana" (3:27)
  - Tekst - I. Labura, N. Mijat
9. Toma Bebić i Uya Noya Band - "Tu-Tu, Auto, Vrat Ti Piz Odnija" (5:14)
  - Tekst - M. Prohaska, T. Bebić
10. More (5) - "Zla Djevojka" (2:50)
  - Tekst - S. M. Kovačević
11. More (5) - "More" (5:29)
  - Tekst - S. M. Kovačević
12. Vedran Božić - "Shuffle" (2:30)
  - Tekst - V. Božić
13. Srce - "Gvendolina" (5:10)
  - Tekst - A. Velkavrh, J. Bončina

## Produkcija
- Producent: Ivan Stančić
- Projekcija: Vjeko Pernarić
- Dizajn: Ivan Stančić
- Fotografija: David Peroš-Bonnot

## Vanjske poveznice
- Diskografija Grupe 220